# Грб Шафхаузена
Грб Шафхаузена је званични симбол швајцарског кантона Шафхаузена. Грб датира из 1049, а задњу адаптацију је имао је 1831. године.

## Опис грба
Грб Шафхаузена је германски штит са пољем златно обојеним на коме се налази црни пропети ован, наоружан златним роговима и црвеним језиком. Грб нема додатних детаља.